# Lista de municípios do Acre por IDH-M

Mapa do IDH do Acre.Legenda:
Muito alto (nenhum município)
Alto (1 município)
Médio (8 municípios)
Baixo (12 municípios)
Muito baixo (1 município)

Esta é uma lista de municípios do estado do Acre por Índice de Desenvolvimento Humano (IDH), segundo dados do Programa da Nações Unidas para o Desenvolvimento (PNUD) datados do ano 2010. De acordo com os dados de 2010, o município com o maior Índice de Desenvolvimento Humano no estado do Acre era Rio Branco, com um índice de 0,727 (considerado alto), e o município com o menor índice foi Jordão, com um índice de 0,469 (considerado muito baixo). De todos os municípios do estado, nenhum município registrou um IDH muito alto, enquanto 1 apresentou um IDH alto, 8 municípios IDH médio, 12 IDH baixo, e 1 município IDH muito baixo.
O cálculo do índice é composto a partir de dados de expectativa de vida ao nascer (IDH-L), educação (IDH-E), e PIB em Paridade do Poder de Compra per capita (IDH-R) recolhidos em nível nacional ou regional, e possui o objetivo de medir o padrão de vida. O índice foi desenvolvido em 1990 pelos economistas Amartya Sen e Mahbub ul Haq, e vem sendo usado desde 1993 pelo Programa das Nações Unidas para o Desenvolvimento (PNUD).
O Índice de Desenvolvimento Humano varia de 0 até 1, e nesta lista é dividido em cinco categorias: IDH muito alto (0,800 – 1,000), IDH alto (0,700 – 0,799), IDH médio (0,600  0,699), IDH baixo (0,500 – 0,599) e IDH muito baixo (0,000 – 0,499).

## Lista

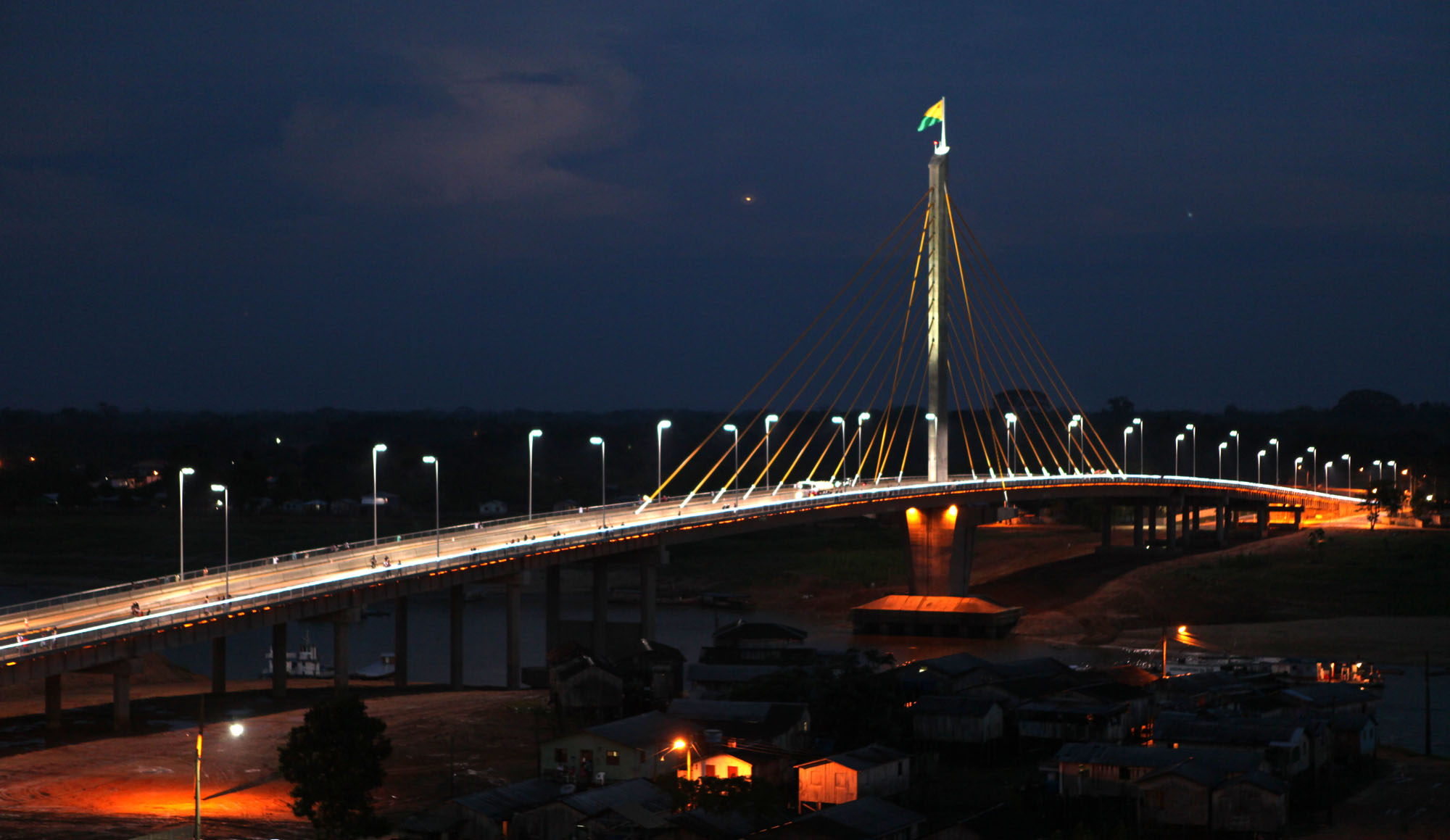
A ponte da união liga Cruzeiro do Sul ao Segundo distrito e a capital Rio Branco.

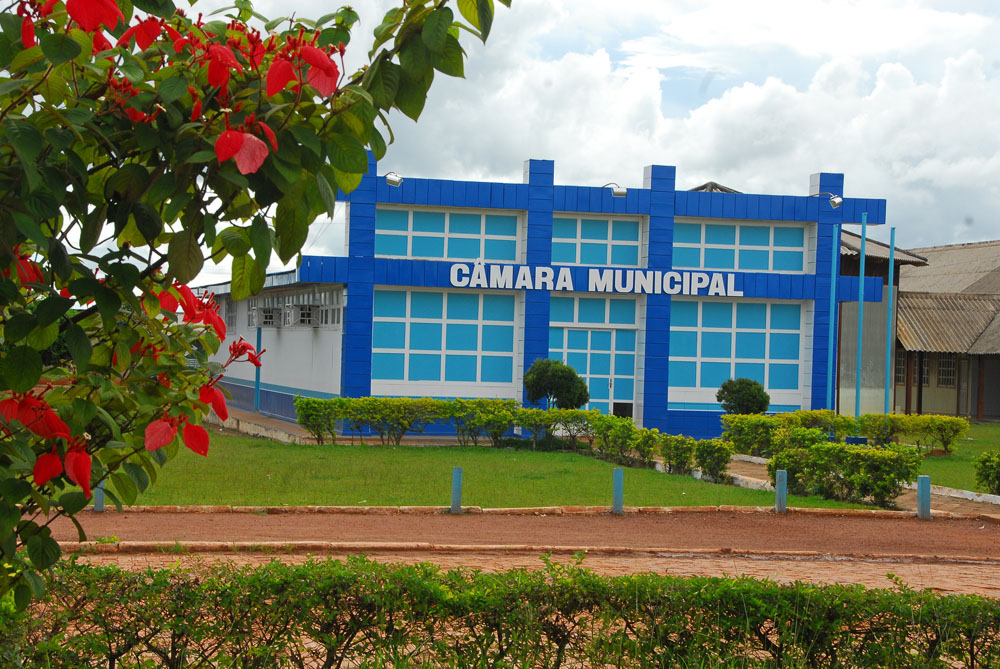
Câmara Municipal de Acrelândia.

| Posição no Estado | Posição no Brasil | Municípios           | Dados de 2010    |
| Posição no Estado | Posição no Brasil | Municípios           | IDH municipal    |
| IDH-M muito alto  | IDH-M muito alto  | IDH-M muito alto     | IDH-M muito alto |
| ----------------- | ----------------- | -------------------- | ---------------- |
| nenhum município  |                   |                      |                  |
| IDH-M alto        |                   |                      |                  |
| 1                 | 1107              | Rio Branco           | 0,727            |
| IDH-M médio       |                   |                      |                  |
| 2                 | 2802              | Cruzeiro do Sul      | 0,664            |
| 3                 | 3055              | Epitaciolândia       | 0,653            |
| 4                 | 3291              | Senador Guiomard     | 0,640            |
| 5                 | 3587              | Mâncio Lima          | 0,625            |
| 6                 | 3653              | Plácido de Castro    | 0,622            |
| 7                 | 3820              | Brasiléia            | 0,614            |
| 8                 | 4055              | Acrelândia           | 0,604            |
| 9                 | 3753              | Sena Madureira       | 0,603            |
| IDH-M baixo       |                   |                      |                  |
| 10                | 4167              | Xapuri               | 0,599            |
| 11                | 4416              | Bujari               | 0,589            |
| 12                | 4444              | Assis Brasil         | 0,588            |
| 13                | 4718              | Porto Acre           | 0,576            |
| 14                | 4742              | Capixaba             | 0,575            |
| 15                | 4903              | Rodrigues Alves      | 0,567            |
| 16                | 5186              | Manoel Urbano        | 0,551            |
| 17                | 5332              | Tarauacá             | 0,539            |
| 18                | 5332              | Feijó                | 0,539            |
| 19                | 5382              | Porto Walter         | 0,532            |
| 20                | 5473              | Santa Rosa do Purus  | 0,517            |
| 21                | 5529              | Marechal Thaumaturgo | 0,501            |
| IDH-M muito baixo |                   |                      |                  |
| 22                | 5559              | Jordão               | 0,469            |